# Pellucidomyia wirthi
Pellucidomyia wirthi är en tvåvingeart som först beskrevs av Lane 1956.  Pellucidomyia wirthi ingår i släktet Pellucidomyia och familjen svidknott. Inga underarter finns listade i Catalogue of Life.